# 그릿
펜실베니아의 심리학 교수가 쓴 책 그릿은 2016년 5월 3일 출간되었습니다.
심리학에서, 그릿(grit, 투지 혹은 기개 정도의 의미)은 긍정적, 비인지적인 기질로, 특정 장기 목표를 이루거나, 목표를 이루기 위한 강력한 동기인 최종상태에 도달하기 위한 열정과 함께, '노력의 꾸준함(perseverance of effort)'에 기반한다. '노력의 꾸준함'은 성취로 가는 길에 있는 장애나 장벽을 극복하게 하고, 성취 실현에 대한 추동력으로 작용한다. 심리학에서는 서로 구분되어 있지만 연관되어 있는 개념으로는 근성, 끈기, 대담, 회복 탄력성, 야망, 성취욕, 성실성이다. 이러한 요소들은 재능이나 능력이 아닌 업무 성취에 관한 개인차로서 개념화할 수 있다. 이러한 구분이 주목받기 시작한 것은, 1907년 윌리엄 제임스(William James)가 특정 사람들은 일반인보다 더 많은 성취를 하게 하는 기질의 축적에 더 많이 접할 수 있는 것에 대해 조사하여 이러한 분야에 도전하려는 데에서부터이다. 그러나 이러한 요소들은 최소 프랜시스 갤튼(Francis Galton)으로까지 기원이 올라가며, 지속(persistence)과 끈기라는 개념은 아리스토텔레스(Aristotle)로부터 덕목(virtue)으로 인식되어 왔다.

## 정의
그릿에 대하여 심리학자 앤젤라 더크워스(Angela Duckworth) 등은 '장기 목표에 대한 인내와 열정(perseverance and passion for long-term goals)'이라고 정의하였다. 이들은 그릿을 개인 성격 기질로 연구하였다. 이들은 그릿이 높은 사람들은 실패(failure)와 역경을 겪어도 오랜 시간동안 결심과 동기를 유지할 수 있다는 것을 발견하였다. 이들은 아이비리그(Ivy League) 학부생들의 GPA 점수, 미국 육군사관학교(West Point US Military Academy) 사관 후보생 자퇴율, 내셔널 스펠링 비(National Spelling Bee) 순위 등을 검토, 미국 성인들의 교육 성취 정도를 평가하였다. 그 결과, 그릿이 지능지수(Intelligence quotient, IQ)와 같은 지적 재능보다 더 좋은 성공의 지표라고 결론내렸다.
성취에 관한 이전 연구들에서는 성취가 높은 사람들은 일반적인 능력을 가진 이들을 뛰어넘는 기질을 갖고 있다고 강조하였다. 더크워스 등은 그릿이 지능지수보다 더 탁월한 성취 지표라고 보았다. 장벽과 고난 속에서 계속해서 전진하는(stay the course) 데에 필요한 활력을 제공하는 최우선 요소로 그릿이 작용하기 때문이다.
마커스 크레드(Marcus Crede) 등은 그릿이 성공 지표가 되는 것에는 대개 노력의 꾸준함으로부터 나온다는 것을 보았다. 또한 더크워스 등이 정의한 바, 흥미(interest) 혹은 열정이 일관되는 것을 그릿의 한 측면으로서 포함시키는 것에 문제를 제기했다.

## 긍정심리학
그릿은 긍정심리학(positive psychology)과 함께 연관되며, 특히 인내심과 연관된다. 앞에서 말하였듯, 오랜 시간동안 목표를 고집하고 추구하는 능력은 그릿의 중요한 측면이다. 긍정심리학 영역은 장기적인 성공의 긍정적인 지표로서 인내 과정에 관심을 가져왔다. 2014년 폰 쿨린(Von Culin), 츠카야마(Tsukayama), 더크워스의 연구는 그릿의 개인차와 그릿의 두 측면인 장기간 노력의 꾸준함(perseverance of effort)과 '관심의 지속성(consistency of interests)'이 부분적으로는 사람을 행복하게 만드는 것에서의 차이로부터 비롯된다는 것을 발견하였다.

## 지능
미래의 성취를 예견하는 지표 중 하나로 지능(intelligence)이 꼽혀왔었다. 이러한 관계는 학자들의 연구성과는 물론 일반 직장 내 성과에서도 보여 왔다. 그렇기에 그릿은 지능과 강력하게 연관되어 있다고 생각할 수도 있다. 그러나 사실 이는 그릿 연구 초기부터 제기된 질문 중 하나인 "왜 어떤 사람들은 같은 지능을 가진 다른 사람들보다 더 많은 것을 이루는가?(Why do some individuals accomplish more than others of equal intelligence?)"라는 질문을 불러일으킨다. 놀랍게도, 각각 분리된 네 개의 샘플에서 그릿은 지능과 직교(orthogonal)하거나 역으로 연관되어 있다는 것으로 밝혀졌다. 이는 그릿이 기존의 다른 수행능력 측정(measures of performance)과 달리 지능과 관련 없다는 것을 의미한다. 바로 이점이 지능이 높은 사람들이 장기간 계속해서 좋은 실적을 내지 못하는 이유라고 연구자들은 말한다.

## 성격 측정
그릿 측정은 5가지 성격 특성 요소(Big Five personality traits)와 비교되었다. 이는 경험 개방성(openness to experience), 성실성(conscientiousness), 외향성(extraversion), 친화성(agreeableness), 신경증 성향(neuroticism)으로 이뤄진 성격 측면 그룹이다. 더크워스(Duckworth)와 퀸(Quinn)의 2009년 연구에서, 간단 그릿 척도(the Short Grit Scale, Grit–S)와 12항목 자가보고 그릿 측정(12-item self-report measure of grit, Grit–O)이 성실성과 강하게 연관되어 있다(r = .77, p <.001 and r = .73, p <.001). 쌍둥이들의 성실성과 그릿을 측정하는 한 대형 연구는 0.86의 유전적 연관성(genetic correlation)을 가지고 있다는 것을 발견하였다. 후속 메타분석(meta-analysis)은 그릿이 기능면에서 성실성의 척도가 된다는 것을 발견하였다. 성실성과의 높은 연관성에도 불구하고, 그릿은 교육과 같은 장기적으로 다년간의 목표와 강하게 연관되어 있다는 것을 의미한다. 대형 연구들은 장기 목표에 대한 그릿의 연결이 약하며, IQ와 성실성에 대한 연결보다 작다는 사실을 발견하였다. 그릿은 성취욕에 가깝기도 하지만, 긍정적인 피드백 없이 극도로 장기적인 목표와 연관되어 있다는 것을 시사하나, 성취욕은 이런 장기적인 요소가 없다.

## 관련 심리 요소
이 분야의 기존 요소들로는 인내심(perseverance), 대담(hardiness), 회복 탄력성(resilience), 야망(ambition), 자기 통제(self-control), 성취욕(need for achievement)이 있다. 그릿은 다음의 방식대로 이러한 것들 각각과 다르다는 것에 대해 논쟁되어 왔다.
인내심은 고난이나 좌절, 주의를 흩뜨리는 일들에도 불구하고, 자신에게 주어진 과제나 임무, 혹은 여정을 꾸준히 추구하는 것을 말한다. 반대로 그릿은 인내심의 한 특질(trait)로 본다. 그릿은 오랜 고통 속에서도 목표를 달성하도록 인내하게 한다. 지속(persistence)이라는 것과 비교하면, 그릿은 목표에 대한 열정(passion for the goal)이라는 요소를 더한다. 이 목표 열정도 장기간 노력을 꾸준히 하는 능력을 배양하는데 기여한다.
살바토레 마디(Salvatore Maddi)는 2006년 연구에서 대담에 대하여,  큰 일이 일어날 스트레스성 주변 상황을 성장의 기회(growth opportunity)로 바꾸는 힘들고 전략적으로 접근해야 할 일을 하게 하는 용기(courage)와 동기(motivation)를 제공하는 태도라고 하였다. 그릿은 장기간 특정 목표를 달성하는데 지속할 수 있는 능력의 척도(Duckworth et al., 2007)인 반면, 대담은 힘든 환경을 뚫고 계속 나갈 수 있는 능력일 뿐 특정 목표를 향한 장기적인 지속성을 말하진 않는다. 2006년 연구에서 마디는 회복 탄력성 개발의 도구로 대담의 이론적 모델을 개발하였다.
회복 탄력성은 고난을 극복하는 동적인 과정을 말한다. 이러한 과정은 흔히 인생이 뒤바뀌는 사건이나 험난한 주변 환경 형태로 나타난다. 회복 탄력성은 험난한 상황에 적응하는 반응으로 정의될 수 있다. 그릿은 긴 시간 목표에 초점을 맞춘 노력을 유지하는 것으로, 고난에 직면하기도 하지만, 결정적인 중대한 불상사가 있을 필요는 없다. 중요한 것은 그릿은 특질로 정의하지만, 회복 탄력성은 동적인 과정이다. 회복 탄력성은 불우한 처지(at-risk situation) 속에 태어난 아이들을 광범위하게 연구해 왔다. 회복 탄력성 연구자들은 성인들이 아이와 비슷한 방식의 회복탄력성을 보이지만, 회복 탄력 과정(resilience process)은 성숙한 사람들을 대상으로 연구되지는 않았다.
야망은 성취, 권력, 우월성에 대한 욕구로 정의된다. 야망에 반대하여 그릿은 달성에 대한 명성(fame) 혹은 성공에 대한 타인의 인정을 추구하는 것과 무관하다. 야망은 명성욕에 관련되어 있다. 야망적인 사람들과 달리 그릿으로 가득한 사람들은 타인과 자신을 구분지으려 하지 않으며 개인의 목표를 당성하려 하는 것이다.
자기통제는 금지 조작(inhibitory control)의 한 측면으로, 유혹(temptation)과 충동(impulse) 속에서도 자신의 감정과 행동을 통제하는 능력이다. 더크워스(Duckworth)와 제임스 그로스(James Gross)의 2014년 연구는 자기통제와 그릿에 관한 위계 목적 관점을 사용하여, 이 두 가지가 행동(action)과 의도(intention)를 나란히 하는 일을 하지만, 서로 다른 방식과 서로 다른 시간 범위에서 작동하며, 성공의 결정요안인 심리적 메커니즘도 다르다.
데이비드 맥클레랜드(David McClelland)는 1961년 연구에서 성취욕에 대하여 관리 가능 목표를 완수하는데 필요한 추동력(drive)으로, 즉각적인 피드백(immediate feedback)을 받을 수 있다고 정의하였다. 성취욕과는 반대로, 그릿은 피드백 유무와는 상관없이, 달성하기 어려운 장기 목표를 의식적으로 세우고 그 어려운 목표로 인하여 갈팡질팡하지 않게 한다. 게다가 성취욕은 거의 50년동안 연구되어 오면서, 자기효능감(self-efficacy)과 학습 목표 지향(learning goal orientation)과 정적으로 관련있다는 것이 발견되었다. 이러한 연관성은 그릿 관련 연구에서는 아직 수행되지 않았다.

## 과학적 성과와 논쟁
그릿에 관한 과학적 성과들은, 2007년 더크워스와 동료들이 그릿을 장기적인 성공 가능성을 보여주는 개인차를 보이는 특성이라고 정의한 데서 출발한다. 이어서 2016년 출간된 그릿의 구조와 연관성에 관한 한 메타분석에서, 크레드(Crede) 등은 더크워스가 말한 그릿에 의문을 제기하였다. 더크워스의 그릿이란, 노력에 대한 인내심(perseverance of effort)과 흥미의 일관성(consistency of interest)으로 구성된다. 크레드 등은 그릿의 주요 효용성은 노력에 대한 인내심에 기반을 둔다고 결론지었다.
더크워스 등은 2007년 논문에서 처음 언급한 바, 목적을 이루기 위하여 역경, 실패, 고난을 지칠 줄 모르고 끊임없이 헤쳐 나가는 추동력을 가진 사람은 그와 비슷한 활력이 없는 이들에 비해 더 높은 성취를 이루게 된다고 하였다. 6편의 연속 연구를 통하여, 더크워스 등은 2항목 그릿 측정 척도(two-factor grit scale)를 제안, 개발, 시험하였고, 현저한 성과를 내었다. 그릿 측정 척도의 타당성을 평가함과 함께, 저자들은 다음과 같은 증거들을 발견하였다. 5가지 성격 특성 요소(Big Five personality traits) (연구 2) 외에도, 그릿은 교육과 연령에 있어 예언타당도(豫言妥當度, predictive validity) 증가를 제공한다. 아이비 리그(Ivy league) 출신들로 구성된 샘플에서 그릿이 높은 사람들은 낮은 사람들에 비하여 누적 평균평점(grade point average, GPA)과 연관성이 높다(r = .25, p < .01; 연구 3). 미국 육군사관학교에서는 두 학급의 1년차 사관후보생(cadet)들이 여름 이후에도 계속 잔류(retention)할 지 여부를 그릿을 통해 예측한다(연구 4). 전국 스펠링 비(National Spelling Bee) 참가자 중 그릿 점수가 높은 사람들은 낮은 사람들에 비해 더 열심히 오래 활동, 좋은 성적을 거둔다. 이러한 연속 연구들은 그릿의 개인차가 다양한 상황 속에서 수행에 있어서의 유의미한 분산(variance)을 설명해 준다는 실험적 증거(empirical evidence)를 제공한다.
더크워스는 5가지 성격 특성 요소에 비해 학술 수행 능력을 잘 예측하지만, 카일리 림펠드(Kaili Rimfeld)와 동료들은 이 주장에 의문을 제기하였다. 이들은 5가지 성격 특성 요소 역시 같은 수준의 예측 능력이 있다고 하였다. 크레드(Crede) 역시 그릿이 성실성과 강한 연관을 보이며, 성실성 통제 후, 노력의 인내(perseverance of effort)라는 그릿의 한 요소만이 학술 수행의 분산(variance)을 설명해준다고 의문을 제기하였다.
림펠드 등은 2016년 영국에서 최대 규모의 그릿 연구를 수행하였다. 이는 2,321쌍의 쌍둥이들을 대상으로 하는 학술적 성과를 기반으로 하였으며(영국 대표표본과 유전적으로 섬세한 성격), 특성으로서의 그릿 예측 능력(Grit-S로 측정)을 5가지 성격 특성 요소에 기반한 예측치와 비교하였다. 림펠드 등은 성격(personality)이 학술 성취의 중요한 예측지표인 반면, 분리된 구성요소로서의 그릿은 성실성 등 5가지 성격 특성 요소를 통한 학술 성과에 대한 예측에 거의 추가되지 않는다고 보았다.
2016년, 크레드(Crede), 타이넌(Tynan), 하름스(Harms)는 88개 독립 샘플과 66,000 이상 대상자로부터 데이터를 요약하여 그릿에 대한 첫 임상 연구 메타분석을 실시하였다. 이들은 그릿이 실적(performance)과 딱 연관되어 있으며, 더크워스 등이 2007년 말한 그릿의 요소 중 하나만이 학술적 성과에 있어 불일치(variance)를 설명한다고 발견하였다. 계속해서 연구는 관심 지속(consistency of interest) (열정)을 인내심(perseverance) (노력)과 분리할 것을 제안하였는데, 크레드 등은 성공을 예견하는데 있어서 그릿이 공헌하는 바는 노력의 인내에서 대부분 나온다는 것을 관찰하였다.
심리학자 안데르스 에릭손(K. Anders Ericsson)은 2016년 저서 Peak: Secrets from the New Science of Expertise에서, 그릿이나 의지력(willpower)과 같은 특성에 대한 지속적인 실행에 신뢰를 보이는 경향을 비판하였다. 그는 "다년간 강렬한 실행력을 유지하는 사람들은 의지력, 그릿, 혹은 끈덕짐(stick-to-itiveness)과 같은 희귀한 자질을 가지고 있는데, 이러한 자질은 우리 같은 일반인들에게는 없는데도 두 개의 그럴듯한 이유로 인하여 사람들이 잘못 알고 있다고 보는 것이 자연스럽다"고 했다. 첫번째 이유는 동기는 '상황 특정 속성(situation-specific attribute)'이라는 것이다. 사람들은 어떤 영역은 다른 영역보다 더 수월하게 행할 수 있다는 것을 잘 안다. 두번째 이유는 그릿과 의지력은 결과론적 속성이라는 것이다. 예를 들어, 존(John)이 다년간 꾸준히 어떤 일을 했기에, 존은 대단한 그릿을 가졌던 것은 분명하다. 그러나 에릭슨은 말한다. "'내가 계속 할 수 없었기 때문에 나는 의지력이 충분하지 않으며, 의지력이 충분치 않기에 나는 계속 할 수 없었던 것이다'라는 순환사고(circular thinking)는 무익할 뿐이다. 이는 사람들로 하여금 아예 시도조차 하지 않는 것이 낫다는 생각을 갖게 한다는 점에서 위험하다." 성공의 기반이나 원인을 그릿이나 의지력으로 돌리는 대신, 에릭슨은 주어진 상황에서 개인의 동기를 부여하는 다양한 요소들을 분석하는 것을 추천한다.
2014년 이후, 그릿은 미국 신문 『교육주간지(Education Week)』에서 비판적인 논설과 논쟁의 주제가 되었다. 기고자들은 교육자들이 그릿을 활용하는 방법의 장단을 논의하기도 하였다. 일부 기고자들은 그릿을 강조하는 교육자들은 가난, 인종차별, 열악한 교육 등 일부 학생들이 직면하고 있는 장벽들의 영향을 과소평가할 경우, "그릿 네러티브(the grit narrative)"는 일종의 피해자 책임전가(victim blaming)가 된다고 지적하였다.
2019년 모로(Moreau) 등의 논문에서는 그릿이 향상될 수 있다는 것에 대해 비판하였다.

## 같이 보기
- 5가지 성격 특성 요소